# Deinosuchus
Deinosuchus (phát âm /ˌdaɪnəˈsuːkəs/ DY-nə-SEW-kəs) là một chi cá sấu đã tuyệt chủng, loài này đã từng sinh sống 80-73 triệu năm trước, vào cuối kỷ Creta. Tên gọi có nghĩa là "cá sấu khủng khiếp" và có gốc từ tiếng Hy Lạp cổ δεινός/deinos ("khủng khiếp") và σουχος/suchos ("cá sấu"). Hóa thạch đầu tiên được phát hiện ở Bắc Carolina (Hoa Kỳ), chi được đặt tên và mô tả năm 1909. Hiểu biết về Deinosuchus chưa hoàn chỉnh, nhưng các xương sọ được phát hiện gần đây đã cung cấp thêm thông tin về chi này.
Dù Deinosuchus lớn hơn nhiều so với bất kỳ loài cá sấu hiện đại nào, với cá thể lớn nhất dài 14,5 m (48 ft), và nặng 15,4 tấn bề ngoài của nó tương tự như các họ hàng nhỏ hơn kia. Nó có các răng lớn để xé thịt, và lưng nó được phũ vảy sừng hình bán cầu dày. Một nghiên cứu cho thấy Deinosuchus có thể sống tới 50 năm, tốc độ lớn tương tự cá sấu hiện đại, nhưng có thể duy trì sự lớn trong thời gian lâu hơn.
Hóa thạch Deinosuchus đã được tìm thấy ở 10 bang Hoa Kỳ, gồm Texas, Montana, và các ban khác dọc theo bờ đông Hoa Kỳ. Hóa thạch cũng được phát hiện ở miền bắc Mexico. Deinosuchus có thể giết và ăn thịt nhiều loài khủng long lớn. Nó cũng ăn rùa biển, cá, và các con mồi khác dưới nước và trên cạn.

## Mô tả

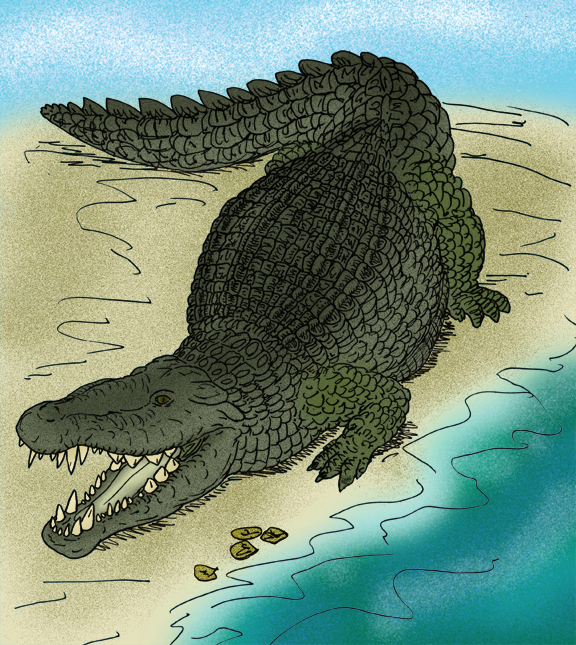
Phục dựng D. rugosus

Mặc dù có kích thước rất lớn, nói chung bề ngoài Deinosuchus không khác với cá sấu hiện đại. Deinosuchus có một cái mõm rộng, với đầu mõm hơi phồng ra. Mỗi mảnh trước hàm (premaxilla) gồm bốn răng, cặp răng gần đầu mõm đặc biệt nhỏ hơn cặp răng còn lại. Hàm trên gồm 21 hay 22 răng. Số răng ở hàm dưới ít nhất là 22. Răng rất dày và cứng; các răng nằm gần cuối hàm ngắn, tròn, và ít sắc hơn. Răng thích hợp để xé thịt, hơn là cắt thịt. Khi nó đóng chặt miệng, chỉ có bốn răng hàm dưới là thò ra.
Cá sấu cửa sông (Crocodylus porosus) hiện đại có lực cắn tối đa là 16,460 N (3,700 lbf), đó là lực cắn lớn nhất trong số các động vật hiện nay. Lực cắn của Deinosuchus được ước tính là hơn 18.000 N (4.000 lbf). Thậm chí các theropoda lớn và dài nhất, như Tyrannosaurus, cũng không thể đọ lực cắn với Deinosuchus.

### Kích thước

Kích thước tối đa của Deinosuchus (vàng) hiện được ước tính là 10,6 m.

Ước tính chiều dài chính xác của Deinosuchus biến đổi nhiều từ khi được phát hiện. Ước tính ban đầu vào những năm 1950 cho mẫu vật điển hình khi đó được đặt tên "Phobosuchus riograndensis" dựa trên hộp sọ dài 1,5 m (5 ft), trên cùng tỉ lệ cơ thể với cá sấu Cuba suy ra chiều dài ước tính là 15 m (50 ft). Tuy nhiên, ước tính này hiện nay bị cho là sai. Dùng các hóa thạch đầy đủ hơn, năm 1999, ước tính Deinosuchus dài từ 8 đến 10 m (26 đến 33 ft) với cân nặng 2,5 đến 5 t (3 đến 6 tấn Mỹ). Ước tính này càng vững hơn khi mà các mẫu vật D. rugosus nghiên cứu kỹ nhất thường có chiều dài hộp sọ 1 m (3,3 ft) với chiều dài ước tính 8 m (26 ft) và khối lượng 2,3 t (3 tấn Mỹ). Tuy nhiên, các mẫu hóa thạch rời rạc lớn nhất của D. riograndensis lớn gấp 1,5 lần kích thước trung bình của D. rugosus và chứng minh cá thể lớn nhất của loài này dài hơn 12 m (39 ft) và có lẽ nặng 8,5 t (9,4 tấn Mỹ).
Các ước tính gần nay và nghĩ thoáng hơn và dựa trên cá sấu mõm ngắn Mỹ suy ra chiều dài mẫu vật lớn nhất D. riograndensis, từ một đoạn hộp sọ dài 1,47 m (4,8 ft), là 10,6 mét (35 ft). Deinosuchus thường được mô tả là chi cá sấu lớn nhất mọi thời đại, nhưng vài chi Crocodylomorpha gồm Purussaurus, Rhamphosuchus, và Sarcosuchus có thể ngang bằng hoặc vượt qua Deinosuchus.